# Diffusive Stabilität
Diffusive Stabilität ist eine Eigenschaft von Lösungen von Reaktionsdiffusionsgleichungen. Unter bestimmten Bedingungen haben diese, die für Diffusionen typische Eigenschaft, dass ihre {\displaystyle L^{\infty }}-Norm für {\displaystyle t\to \infty } gegen 0 konvergiert, während die {\displaystyle L^{1}}-Norm gleichzeitig beschränkt bleibt. Insbesondere ist damit die konstante Nulllösung asymptotisch stabil. Anschaulich bedeutet dies, für eine Lösung, die die Konzentration eines Stoffes im Raum in Abhängigkeit von der Zeit modelliert, dass sich die Konzentration des Stoffes mit der Zeit gleichmäßig im Raum verteilt, während die gesamte Konzentration selbst allerdings immer beschränkt bleibt. Diese Eigenschaft von Lösungen wird auch als diffusive Stabilität bezeichnet.

## Verhalten bei linearer Diffusionsgleichung
Für die lineare Diffusionsgleichung in einer Raumdimension

Lösung der linearen Diffusionsgleichung bei mit Anfangsbedingung.

{\displaystyle {\frac {\partial }{\partial t}}u={\frac {\partial ^{2}}{\partial x^{2}}}u}       mit {\displaystyle x\in \mathbb {R} ,t\in [0,\infty )}
mit Anfangsbedingung {\displaystyle u(x,0)=u_{0}(x)} ist die Lösung gegeben durch Faltung der Anfangsbedingung mit der Fundamentallösung
{\displaystyle H(x,t)={\frac {1}{\sqrt {4\pi t}}}e^{-{\frac {x^{2}}{4t}}}}.
Sei nun {\displaystyle u_{0}(\cdot )\in L^{1}}.
Dann lässt sich die Lösung allgemein schreiben als
{\displaystyle u(x,t)=(H(\cdot ,t)*u_{0}(\cdot ))(x)=\int _{-\infty }^{\infty }H(x-y,t)u_{0}(y)\,dy}.
Nach der Young-Ungleichung für Faltungen folgt somit einerseits
{\displaystyle \|u(\cdot ,t)\|_{L^{\infty }}=\left\|\int _{-\infty }^{\infty }H(\cdot -y,t)u_{0}(y)\,dy\right\|_{L^{\infty }}\leq \|H(\cdot ,t)\|_{L^{\infty }}\|u_{0}(\cdot )\|_{L^{1}}}
andererseits auch
{\displaystyle \|u(\cdot ,t)\|_{L^{1}}=\left\|\int _{-\infty }^{\infty }H(\cdot -y,t)u_{0}(y)\,dy\right\|_{L^{1}}\leq \|H(\cdot ,t)\|_{L^{1}}\|u_{0}(\cdot )\|_{L^{1}}}.

Lösung der linearen Diffusionsgleichung bei mit Anfangsbedingung.

Außerdem können die Normen der Fundamentallösung explizit berechnet werden (siehe auch Normalverteilung und Fehlerintegral).
Es gilt
{\displaystyle \|H(\cdot ,t)\|_{L^{\infty }}={\frac {1}{\sqrt {2t\pi }}}}
und
{\displaystyle \|H(\cdot ,t)\|_{L^{1}}={\frac {1}{\sqrt {4\pi t}}}\int _{-\infty }^{\infty }e^{-{\frac {x^{2}}{4t}}}=1}.
Somit gelten insgesamt die Normabschätzungen
{\displaystyle \|u(\cdot ,t)\|_{L^{\infty }}\leq {\frac {1}{\sqrt {4\pi t}}}\|u_{0}(\cdot )\|_{L^{1}}{\overset {t\to \infty }{\to }}0}
{\displaystyle \|u(\cdot ,t)\|_{L^{1}}\leq \|u_{0}(\cdot )\|_{L^{1}}}.

Lösung der linearen Diffusionsgleichung bei mit Anfangsbedingung.

Diese Eigenschaften entsprechen genau dem, was man von einer Diffusion erwarten würde, nämlich, dass sich die Stoffkonzentration {\displaystyle u(x,t)} für wachsendes {\displaystyle t} immer weiter im Raum verteilt, ohne dass sich dabei die gesamte Stoffmenge erhöht.

## Verallgemeinerung auf Reaktionsdiffusionsgleichungen
Unter bestimmten Bedingungen kann die Eigenschaft der diffusiven Stabilität auch auf allgemeine Reaktionsdiffusionsgleichungen der Form
{\displaystyle {\frac {\partial }{\partial t}}u={\frac {\partial ^{2}}{\partial x^{2}}}u+f(u)}  mit {\displaystyle u(0,x)=u_{0}(x)}
verallgemeinert werden.
Man betrachte beispielsweise die Gleichung
{\displaystyle {\frac {\partial }{\partial t}}u={\frac {\partial ^{2}}{\partial x^{2}}}u+u^{p}}
für {\displaystyle p\geq 1}.  Die Lösung dieser Gleichung lässt sich schreiben als
{\displaystyle u(x,t)=(H(\cdot ,t)*u_{0}(\cdot ))(x)+\int _{0}^{t}(H(\cdot ,t-s)*u(\cdot ,s))(x)\,ds}.
Für Anfangsbedingungen der Form {\displaystyle u_{0}\in L^{1}\cap L^{\infty }} und {\displaystyle p>3} lässt sich damit zeigen, dass für alle {\displaystyle C\geq 0} ein {\displaystyle \delta >0} existiert, sodass
aus 
{\displaystyle \|u_{0}(\cdot )\|_{L^{1}}+\|u_{0}(\cdot )\|_{L^{\infty }}\leq \delta }
folgt, dass
{\displaystyle \|u(\cdot ,t)\|_{L^{\infty }}\leq C(1+t)^{-{\frac {1}{2}}}}
{\displaystyle \|u(\cdot ,t)\|_{L^{1}}\leq C}.
Die Bedingung {\displaystyle p>3} ist dabei wichtig, da für kleinere {\displaystyle p} der Reaktionsterm {\displaystyle f(u)=u^{p}} stärker als Diffusionsterm {\displaystyle {\frac {\partial }{\partial x^{2}}}}ins Gewicht fällt und damit Lösungen der Gleichung gegen unendlich konvergieren würden.
Für die Betrachtung allgemeiner Reaktionsdiffusionsgleichungen spielt daher der Reaktionsterm und dessen Verhalten für Lösungen für große Werte von {\displaystyle t} im Vergleich zum Verhalten der Lösungen der linearen Diffusionsgleichung eine große Rolle.